# ریشارد سوکوتا-پاسو
ریشارد سوکوتا-پاسو (انگلیسی: Richard Sukuta-Pasu؛ زادهٔ ۲۴ ژوئن ۱۹۹۰) بازیکن فوتبال اهل آلمان است.
از باشگاه‌هایی که در آن بازی کرده‌است می‌توان به باشگاه فوتبال سرکل بروژ، باشگاه فوتبال کایزرسلاوترن، باشگاه فوتبال بوخوم، باشگاه فوتبال اشتورم گراتس، باشگاه فوتبال بایر ۰۴ لورکوزن، باشگاه فوتبال انرژی کوتبوس، باشگاه فوتبال سن پائولی و باشگاه فوتبال اس‌وی زاندهاوزن اشاره کرد.
وی همچنین در تیم‌های ملی فوتبال جوانان آلمان، جوانان آلمان، جوانان آلمان، زیر ۲۰ سال آلمان، و زیر ۲۱ سال آلمان بازی کرده‌است.